# 汉普顿·莫里斯
汉普顿·米勒·莫里斯（英語：Hampton Miller Morris，2004年2月17日—），美国男子举重运动员，2021年泛美举重锦标赛男子61公斤级金牌得主、2022年泛美举重锦标赛男子61公斤级金牌得主、2023年泛美举重锦标赛男子61公斤级金牌得主、2024年夏季奥林匹克运动会男子61公斤级铜牌得主。